# HR (情景喜剧)
HR（日语：エイチアール）是日本富士电视台从2002年10月9日至2003年3月26日播出的情景喜剧。
「HR」是「ホームルーム」（homeroom）的缩写，意即集合教室，或引申为班会。本剧背景即为一所夜校。

## 人物

### 主要人物

#### 日暮里定时制高中老师
轰慎吾（日语：轟慎吾）
演员：香取慎吾
日暮里定时制高中的英语老师及一年A班班主任，原本希望在全日制高中任教。
村井朋彦（日语：村井朋彦）
演员：今井朋彦
日暮里定时制高中的社会科老师。

#### 一年A班学生
鳄渊和之（日语：鰐淵和之）
演员：浅野和之
须磨武彦（日语：須磨武彦）
演员；小野武彦
八木田旬一（日语：八木田旬一）
演员：国村隼
神野美纪（日语：神野美紀）
演员：酒井美紀
淡岛凉子（日语：淡島涼子）
演员：篠原凉子
和久井晃（日语：和久井晃）
演员：白井晃
宇部惠子（日语：宇部恵子）
演员：户田惠子
鹫尾干弘（日语：鷲尾幹弘）
演员：二代目中村狮童
海
演员：生濑胜久

### 其他人物（依出场顺序）
须磨信子（日语：須磨信子，第2、15集）
演员：池谷伸枝
多米诺比萨店员（第3集）
演员：大仓孝二
田渊乔（日语：田淵ジョー，第8集）
演员：古田新太
梅津（第9—11、21、22集及大结局）
演员：宫地雅子
……

## 主题曲
- 奥田民生《まんをじして》（词曲：奥田民生）